# Umbrărești
Umbrărești là một xã thuộc hạt Galați, România. Dân số thời điểm năm 2002 là 7195 người.